# 25457 Mariannamao
25457 Mariannamao è un asteroide della fascia principale. Scoperto nel 1999, presenta un'orbita caratterizzata da un semiasse maggiore pari a 2,7971981 UA e da un'eccentricità di 0,1640416, inclinata di 8,51135° rispetto all'eclittica.